# Countess Beck
Der Countess Beck ist ein Fluss im Lake District der Grafschaft Cumbria in England.

## Verlauf
Der Countess Beck entsteht im Roan Wood südlich des Weilers Greendale in Wasdale aus einer Teilung des Greendale Gill. Während der dort ebenfalls aus dem Greendale Beck entstehende Cinderdale Beck in westlicher Richtung fließt, fließt der Countess Beck in östlicher Richtung bis zu seiner Mündung in den Wast Water See.